# Mu Ťiang
Mu Ťiang nebo Miou Čchiang (621–564 př. n. l.) byla čínská vládkyně, manželka vévody Süana z Lu, který vládl v letech 608 až 591 př. n. l.
Byla dcerou markýze ze Čchi. Provdala se za vévodu Süana z Lu a stala se matkou vévody Čchenga z Lu, který vládl v letech 590 až 573 př. n. l.
Jak její manžel, tak její syn byli pasivními vládci a Mu Ťiang měla během jejich vlády velký vliv na státní záležitosti, což bylo podpořeno jejím statusem členky vládnoucí rodiny Čchin, na níž bylo Lu závislé. Ovlivňovala rozhodnutí o válce a míru a účastnila se jednání s cizími státy. Jejím hlavním cílem bylo rozdrtit mocné klany Ťi a Meng. V roce 575 konečně přesvědčila svého syna, aby je pod záminkou zrady nechal potrestat. Slíbil, že tak učiní po návratu z války, ale v jeho nepřítomnosti proti nim nechala zasáhnout svého milence Šu-suna Čchiao. Akce se nezdařila a skončila převratem, během kterého byl její milenec donucen uprchnout, zatímco ona byla klany Ťi a Meng umístěna do domácího vězení ve Východní síni.
Je zařazena do „Životopisů zhoubných a zkažených žen“ v Životopisech významných žen (Lie-nü čuan)